# Centre gouvernemental de veille, d’alerte et de réponse aux attaques informatiques
Le Centre gouvernemental de veille, d’alerte et de réponse aux attaques informatiques (CERT-FR) est un organisme français qui participe à la mission d'autorité nationale de défense des systèmes d’information de l'Agence nationale de la sécurité des systèmes d'information (ANSSI). En tant que CERT national, il est le point de contact international privilégié pour les incidents de nature cyber touchant la France.

## Description
Au sein du Centre opérationnel de la sécurité des systèmes d'information (COSSI) de l'ANSSI, le CERT-FR apporte son soutien en matière de gestion d’incidents aux Opérateurs d’Importance Vitale (OIV), aux ministères, institutions, juridictions, autorités indépendantes et collectivités territoriales. Il est chargé d’assister les organismes de l’administration à mettre en place les moyens de protection nécessaires et à répondre aux incidents ou aux attaques informatiques dont ils sont victimes. Il assure une permanence de ses activités 24h/24, 7j/7. Les activités de traitement d’incident, d’audit, de veille et d’alerte H24, de détection et de conduite des opérations de grande ampleur du COSSI sont regroupées au sein du CERT-FR.
En matière de prévention et d’information, le CERT-FR diffuse sur son site des alertes pour prévenir de risques immédiats, des avis qui présentent des vulnérabilités et les moyens de s'en prémunir, des bulletins d'actualité qui fournissent une illustration de mesures pragmatiques à appliquer et des notes d'information pour faire état de phénomènes de portée générale.
Le CERT-FR est membre du Forum of incident reponse and security teams (FIRST) depuis le 12 septembre 2000 et participe à l'activité de la TF-CSIRT (Computer Security Incident Response Team) qui est la coordination des CERT européens (Trusted Introducer Level 2 ou niveau Accredited depuis le 25 mars 2002). Anciennement appelé CERTA à sa création en 1999, il est nommé CERT-FR depuis le 21 janvier 2014. L’acronyme CERT signifie Computer Emergency Response Team.